# Rombo-šeststrani dodekaeder
| Rombo-šeststrani dodekaeder | Rombo-šeststrani dodekaeder     |
| --------------------------- | ------------------------------- |
|                             |                                 |
| Vrsta                       | dodekaeder                      |
| Stranske ploskve            | 8 rombov 4 šestkotniki          |
| Robov                       | 28                              |
| Oglišč                      | 18                              |
| Dualni polieder             | -                               |
| Simetrijska grupa           | D4h                             |
| Konfiguracija oglišča       | (2) 4.4.4 (6) 4.4.4.4 (6) 4.4.4 |
| Značilnosti                 | konveksen zonoeder              |

Rombo-šeststrani dodekaeder je konveksni polieder, ki ima 8 rombskih in 4 enakostranične šestkotne stranske ploskve.
Imenujejo ga tudi podaljšani dodekaeder in razširjeni rombski dodekaeder, ker je povezan z rombskim dodekaedrom tako, da z razširitvijo štirih rombskih stranskih ploskev rombskega dodekaedra.
- lahko teselira celoten prostor s premiki
- je Wigner-Seitzova celica za veliko telesno centriranih mrež